# Lu Shanglei
Lu Shanglei (chinesisch 卢尚磊; Lú Shànglěi, * 10. Juli 1995 in der Provinz Liaoning) ist ein chinesischer Schachspieler.
In der chinesischen Mannschaftsmeisterschaft spielte er 2008 für Wuxi Tiancheng Real Estate, seit 2009 spielt er für die Mannschaft der Provinz Zhejiang. Beim 8. Dato’-Arthur-Tan-Open im August 2011 in der malaysischen Mid Valley Megamall belegte Lu Shanglei hinter Li Shilong den zweiten Platz. Im Juni 2012 gewann er das 1. Grand Europe Open im bulgarischen Slatni pjasazi.
Den Titel Internationaler Meister erhielt er im Juni 2011. Die Normen hierfür erzielte er im April 2010 bei der 9. asiatischen Einzelmeisterschaft in Olongapo City, bei der er die Großmeister Wen Yang und Neelotpal Das besiegen konnte, im Januar 2011 beim 1. HDBank Cup Open in Ho-Chi-Minh-Stadt und im Februar 2011 in der B-Gruppe des Aeroflot Opens in Moskau mit Übererfüllung. Seit Oktober 2011 ist er Großmeister. Die Normen hierfür erzielte er im Mai 2011 bei der asiatischen Einzelmeisterschaft in Maschhad bei seinem siebten Platz vor 22 Großmeistern mit Übererfüllung – bei dieser Doppelnorm siegte er unter anderem gegen Ehsan Ghaem Maghami, Susanto Megaranto und B. Adhiban – sowie vier Wochen später beim 2. Chairman-Prospero-A.-Pichay-Turnier im Freihafen der Subic-Bucht (Subic Freeport) mit Siegen gegen unter anderem Rogelio Antonio junior und Eugenio Torre. Im Oktober 2014 gewann Lu Shanglei die Juniorenweltmeisterschaft U20 in Pune.
Mit seiner höchsten Elo-Zahl von 2647 im Mai 2025 lag er auf dem sechsten Platz der chinesischen Elo-Rangliste.